# Northwest Museum of Arts and Culture
Das Northwest Museum of Arts and Culture (MAC) wurde 1916 gegründet und ist mit über 100.000 Besuchern pro Jahr die größte Kultureinrichtung im Nordwesten der Vereinigten Staaten. Es ist eines der fünf Mitgliedsinstitute der Smithsonian Institution im Bundesstaat Washington und von der American Alliance of Museums akkreditiert. Das Museum befindet sich in der historischen Browne's Addition in Spokane, Washington.

## Geschichte

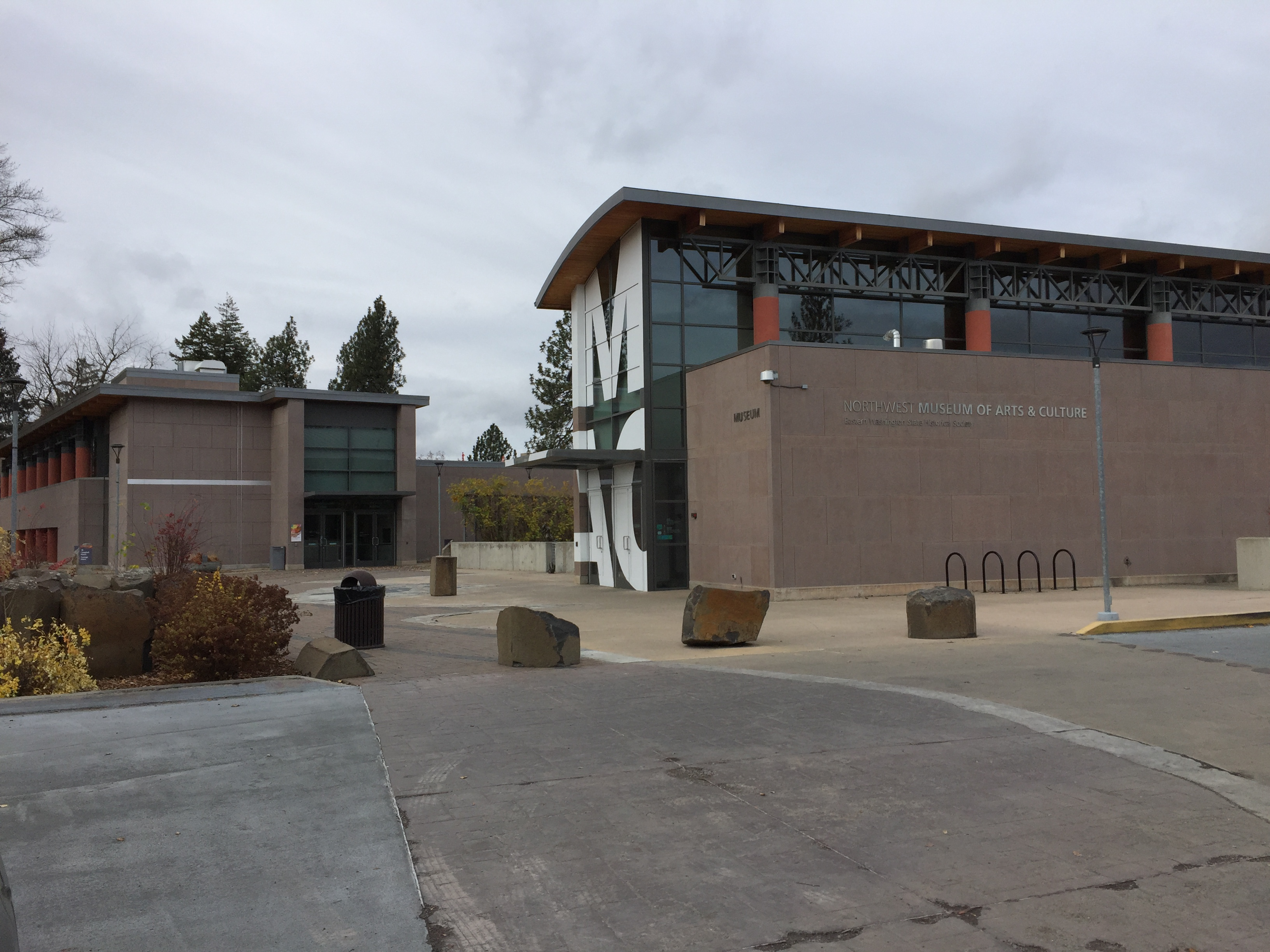
Eingang (2018)

Das Museum wurde am 5. Juni 1916 als Spokane Historical Society gegründet. Im Laufe der Jahre erweiterte es seinen Aufgabenbereich und wurde schließlich zum Cheney Cowles Museum. Heute ist es unter dem Namen Northwest Museum of Arts and Culture bekannt und befindet sich im historischen Stadtteil Browne’s Addition in Spokane.

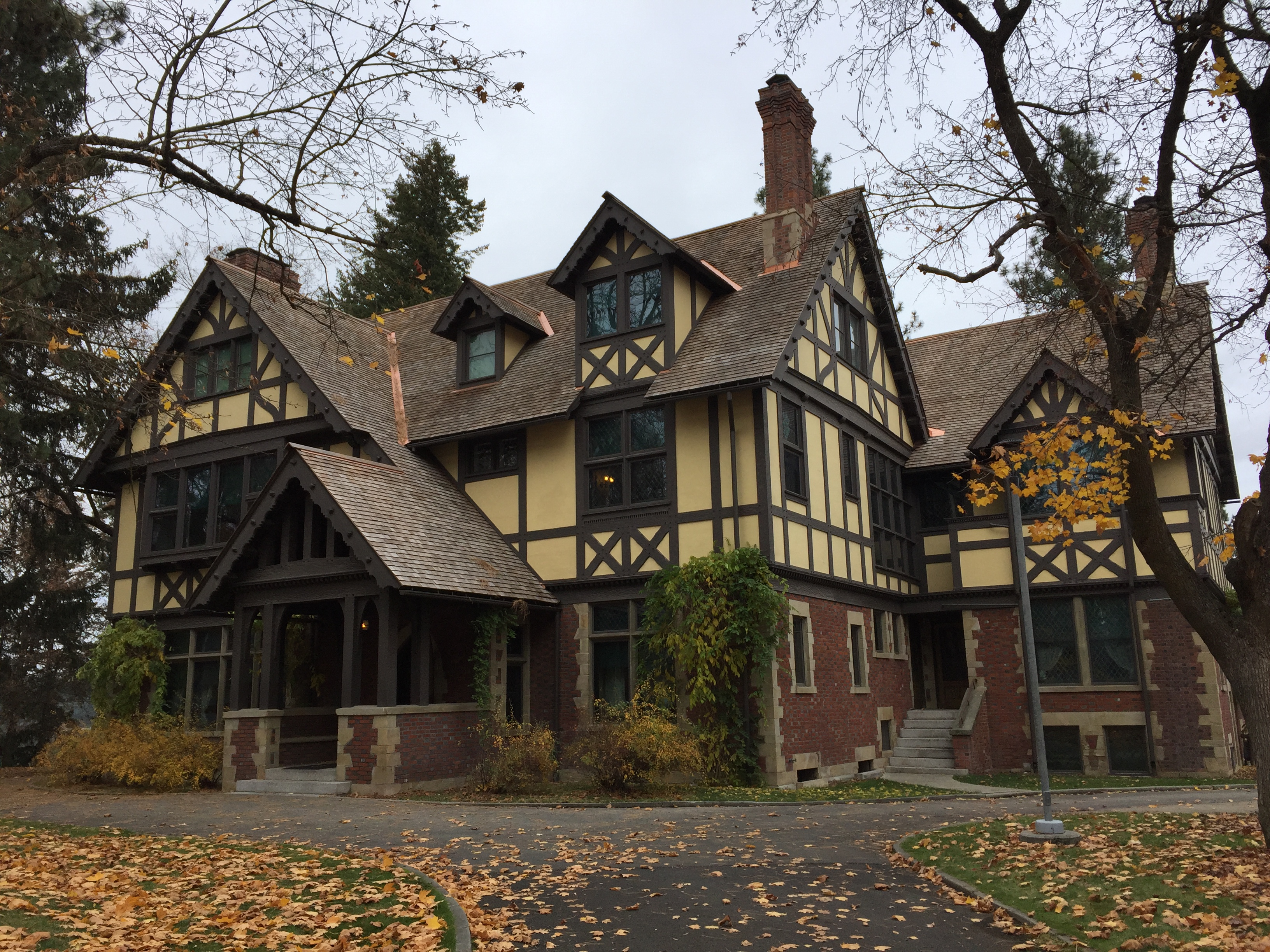
Campbell House (2018)

Der MAC-Campus umfasst fünf Galerien, ein Café, einen Museumsshop, ein Bildungszentrum, einen Gemeinschaftsraum und das Center for Plateau Cultural Studies. Zum Museumskomplex gehört auch das historische Campbell House aus dem Jahr 1898, das von dem Architekten Kirtland Cutter entworfen wurde. Das Haus ist im National Register of Historic Places eingetragen und bietet einen Einblick in die Geschichte der Region.

## Sammlung
Mit mehr als einer Million Objekten, darunter Kunstwerke, Dokumente, Fotografien und Artefakte aus Amerika, Europa und Asien, besitzt das Museum auch die größte Sammlung von Kunst und Artefakten der Plateau-Indianer. Die Ausstellungen und Programme des MAC konzentrieren sich auf drei Hauptthemen: amerikanische Ureinwohner und andere Kulturen, regionale Geschichte und bildende Kunst.
Die Kunstsammlung des Museums umfasst derzeit mehr als 2000 Werke von Künstlern des 19. und 20. Jahrhunderts, wobei der Schwerpunkt auf Arbeiten auf Papier aus der Mitte des 20. Jahrhunderts liegt, insbesondere auf Werken, die mit dem Works Progress Administration (WPA)-Programm und dem Spokane Art Center in Verbindung stehen, sowie auf zeitgenössischen Werken lokaler Künstler.
Die Abteilung für Regionalgeschichte konzentriert sich auf die Bewahrung und Vermittlung der Geschichte der Menschen im Nordwesten, ihrer Werte und Lebensweisen, ihrer Interaktionen untereinander und ihrer Beziehungen zum Land und seinen Ressourcen.